# Opopaea sedata
Opopaea sedata är en spindelart som beskrevs av Willis J. Gertsch och Stanley B. Mulaik 1940. Opopaea sedata ingår i släktet Opopaea och familjen dansspindlar. Inga underarter finns listade i Catalogue of Life.